# 学校法人野又学園
学校法人野又学園（がっこうほうじんのまたがくえん）は、北海道函館市高丘町51-1に本部をおく日本における学校法人の一つである。北海道函館市内に大学1校・短期大学1校・高等学校2校・専修学校2校・各種学校1校・施設1校・児童館3校を擁する。

## 沿革
- 1938年 函館計理学校を創設する。
- 1950年 函館理容専門学校（現：函館理容美容専門学校）を創設する。
- 1951年 函館自動車学校を設置する。
- 1953年 函館短期大学を設置する。
- 1954年 函館自動車学校を別法人に移管し、財団法人函館自動車学園を創立する。函館理容美容専門学校を別法人に移管し、学校法人創生学園を創立し、道南高等理容美容学校に校名変更する。
- 1955年 函館保母養成専門学院（現：函館医療保育専門学校）及び函館栄養専門学校を設置する。
- 1957年 函館有斗高等学校女子商業部を創設する。
- 1963年 函館栄養専門学校が函館短期大学食物栄養科に昇格する。
- 1965年 函館大学を設置する。
- 1966年 函館短期大学付属幼稚園を設置する。
- 1968年 函館短期大学付属調理師専門学校を設置する。
- 1988年 函館有斗高等学校を函館大学付属有斗高等学校に校名変更する。
- 1989年 函館ソフトウェア専門学院（後の函館ビジネスアカデミー専門学校）を情報技術開発センターから引き受ける。
- 1996年 函館大学付属女子商業高等学校を共学化して函館大学付属柏稜高等学校に校名変更する。
- 1997年 日本ビジネス綜合専門学院（後の日本ビジネス綜合専門学校）を学校法人杉原学園から引き受ける。
- 2002年 函館自動車学校が再び学校法人野又学園に移管する。
- 2009年 函館医療保育専門学校歯科衛生士科が函館歯科衛生士専門学校に、看護科が函館看護専門学校に、保育科が函館短期大学保育学科に移管する。
- 2015年 函館市より美原児童館、昭和児童館、神山児童館の指定管理者選定。
- 2020年 美原児童館の指定管理者指定廃止、富岡児童館の指定管理者選定。
- 2025年 函館短期大学付設調理製菓専門学校閉校。

## 建学の精神
- 報恩感謝
- 常識涵養
- 実践躬行

## 歴代理事長
- 初代：野又貞夫
- 2代：野又肇
- 3代：野又淳司

## 設置校

### 現在設置している学校
- 函館大学
- 函館短期大学
- 函館大学付属有斗高等学校
- 函館大学付属柏稜高等学校
- 函館短期大学付属幼稚園
- 函館歯科衛生士専門学校
- 函館看護専門学校
- 函館自動車学校
- 函館昭和児童館
- 函館神山児童館
- 函館富岡児童館

### かつて設置していた学校
- 函館栄養専門学校
- 函館理容美容専門学校
- 函館医療保育専門学校
- 函館ビジネスアカデミー専門学校
- 日本ビジネス綜合専門学校
- 函館短期大学付設調理製菓専門学校

## 関連する法人
- 社会福祉法人貞信福祉会　初代理事長野又貞夫により設立。保育園を運営。